# Shigeyoshi Suzuki
Shigeyoshi Suzuki (13 octombrie 1902 - 20 decembrie 1971) a fost un fotbalist japonez.

## Statistici
| Japonia | Japonia | Japonia |
| An      | Meciuri | Goluri  |
| ------- | ------- | ------- |
| 1927    | 2       | 1       |
| Total   | 2       | 1       |